# Calathocratus hirsutus
Espèce
Calathocratus hirsutus est une espèce d'opilions dyspnois de la famille des Trogulidae.

## Distribution
Cette espèce est endémique du kraï de Krasnodar en Russie. Elle se rencontre dans la réserve naturelle et biosphérique du Caucase.

## Description
Le mâle holotype mesure 6,7 mm, les mâles mesurent de 6,4 à 7,25 mm et les femelles de 7,3 à 8,2 mm.

## Systématique et taxinomie
Cette espèce a été décrite par Snegovaya en 2011.

## Publication originale
- Snegovaya & Chumachenko, 2011 : « Harvestmen (Arachnida: Opiliones) from the yew and box-tree grove of the Caucasian State Natural Biospheric Reserve, Russia. » Caucasian Entomological Bulletin, vol. 7, no 2, p. 115–124.